# Ivica Kirin
Ivica Kirin (ur. 14 czerwca 1970 w Viroviticy) – chorwacki polityk i samorządowiec, w latach 2005–2008 minister spraw wewnętrznych, długoletni burmistrz Viroviticy.

## Życiorys
W 1994 ukończył studia z geotechniki na Uniwersytecie w Zagrzebiu (na wydziale w Varaždinie). Pracował w prywatnym przedsiębiorstwie, a następnie w administracji żupanii virowiticko-podrawskiej. Zaangażował się w działalność polityczną w ramach Chorwackiej Wspólnoty Demokratycznej. W 2003 został wybrany na urząd burmistrza swojej rodzinnej miejscowości.
W lipcu 2005 zastąpił Marijana Mlinaricia na stanowisku ministra spraw wewnętrznych w rządzie Iva Sanadera. Pod koniec grudnia 2007 podał się do dymisji. Doszło do tego po ujawnieniu jego zdjęć z polowania wspólnie z Mladenem Markačem, który był objęty zakazem opuszczania swojego domu w Zagrzebiu w związku z postępowaniem przed ICTY. Ivica Kirin jako minister spraw wewnętrznych był obligowany do nadzorowania przestrzegania tego zakazu. Ostatecznie zakończył urzędowanie na początku stycznia 2008.
W 2008 powrócił na stanowisko burmistrza Viroviticy. Utrzymał je w bezpośrednich wyborach w 2009, następnie z powodzeniem ubiegał się o reelekcję na kolejne kadencje.